# 페터르 미노이트
페터르 미노이트(네덜란드어: Peter Minuit, 1580년 ~ 1638년 8월 5일)은 뉴네덜란드 식민지의 제3대 총재로 1626년 아메리카 인디언 종족으로부터 맨해튼 섬을 사들인 것으로 가장 잘 알려졌다.
1620년대 네덜란드 서인도 회사에 가입하였다. 1626년 뉴네덜란드 식민지의 총재로 임명된 그는 인디언 종족과 함께 맨해튼 섬을 위한 거래를 협상하였고, 지방에서 유리한 모피 교역을 개발하는 도움을 주었다고 말해졌다. 1638년 카리브해의 폭풍을 만나 사망하기 전, 미노이트는 후에 델라웨어 지방에서 스웨덴의 식민지를 창설하였다.

## 초기 세월
당시 클레베 공국의 일부였던 베젤에서 태어난 미노이트의 초기 세월에 관해서는 약간 알려졌다. 종교적 박해를 피하는 데 자신의 고향을 떠난 것 같은 왈롱 이민자 요한의 아들인 미노이트는 지역의 통치에 네덜란드와 스페인 사이의 지속적인 투쟁으로 표시된 시기에 자라왔다.
미노이트는 교회의 집사와 다이아몬드 재단사로 지산을 설립하였다. 1613년 8월 그는 시장의 딸 헤르트뤼더 레츠와 결혼하여 1615년 위트레흐트에 정착한 것 같다. 그는 결국적으로 식민지화를 규제하고 해외의 변경 거류지들과 교역하는 데 1621년에 형성된 네덜란드 서인도 회사에 가입하였다.

## 뉴네덜란드 총재

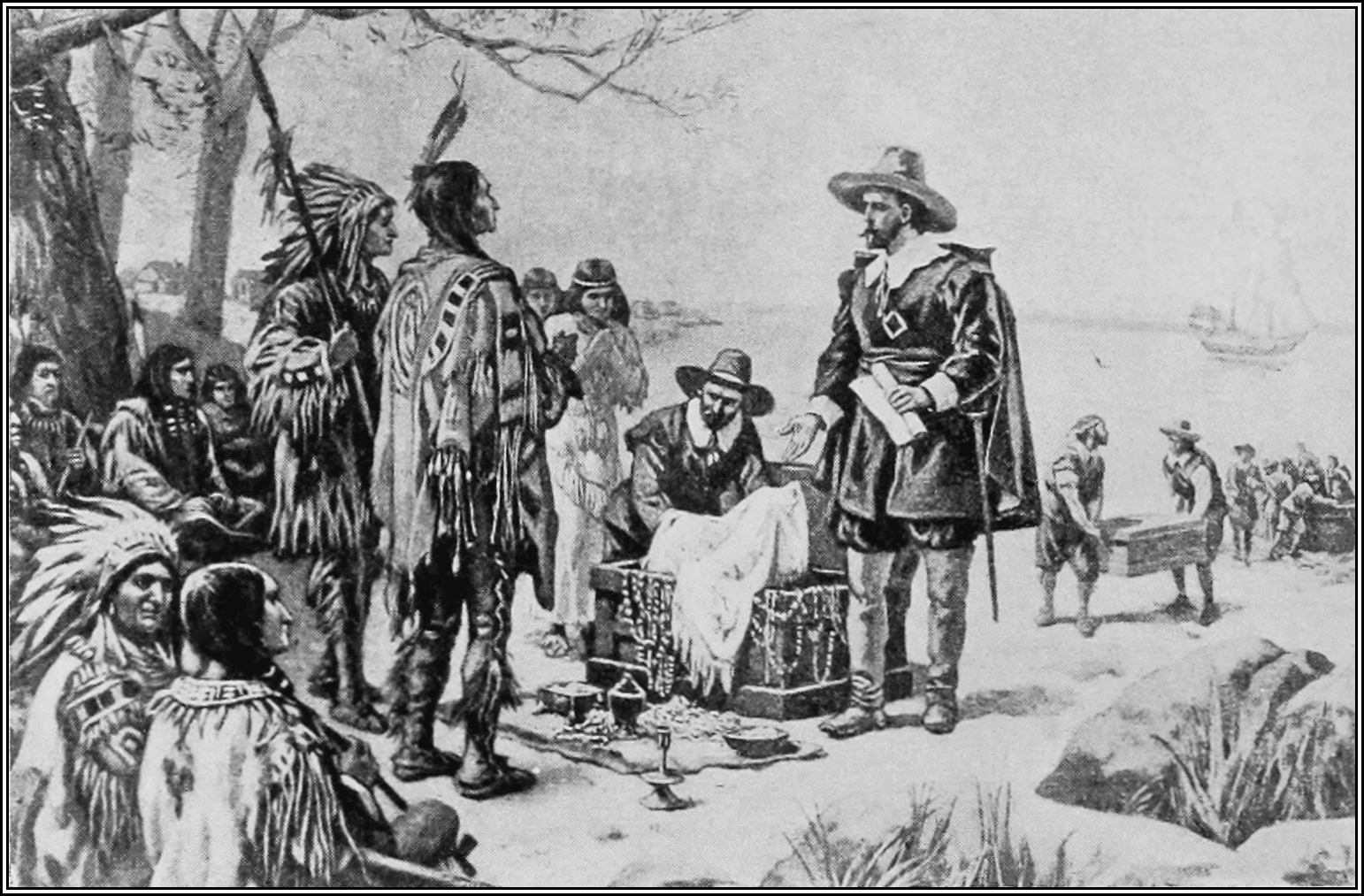
1626년 맨해튼 섬의 매입

1625년 미노이트는 오늘날 델라웨어주에서 코네티컷주로 들어가 뻗쳐진 네덜란드의 식민지 뉴네덜란드로 항해를 이루었다. 그러고나서 식민지 총재 빌럼 페르훌스트의 명령 아래 미노이트는 북부와 남부의 강들 (허드슨강과 델라웨어강)의 상류들을 탐험하고 지역 고유의 종족들과 고역 관계들을 설립하는 데 선임되었다.
그해 그는 네덜란드로 귀국하였으나 페르훌스트가 자신의 직위로부터 물러나면서 미노이트는 1626년 5월 다시 뉴네덜란드에 도착하여 식민지의 제3대 총재로서 정착하였다. 그의 첫 직무들 중에 하나는 맨해튼 섬을 그 주민들로부터 "사들이는" 것이었고, 자신이 도착한지 얼마 후에 소문으로는 자신이 섬의 소유권들로 믿었던 것으로 레나페족 인디언들에게 구슬, 옷과 장신구의 60 휠던 가치를 교역했다고 한다.
(이 넓게 퍼진 일화에 불구하고, 이 거래의 진실성에 대해서 의문점들이 있다. 어떤 학자들은 아메리카 인디언 공동체들이 당시 유럽인들로서 대지 소유의 같은 생각들을 가지지 않았고, 사실은 레나페족이 자신들의 영토를 통하여 안전한 통행을 보장하는 데 제공 만으로서 60 휠던 거래를 아마 보았을 것이라고 지적하였다. 거기에는 또한 레나페족이 다른 종족에게 반대하면서 특별히 관련되었는지, 그리고 만약 그들이 전체의 맨해튼 섬을 위하여 합법적으로 토지 권리들을 가졌다면에 관한 의문이 있다. 더욱 복잡하게 된 이야기로 뉴네덜란드 장관 페터르 스타위베산트에 의하여 소유된 맨해튼 섬을 위한 1649년 증서는 대지의 타이틀을 인디언 대표들의 이름에 놓아 2개의 10년 세월 이전에 미노이트의 거래의 존재에 관한 논점을 교모히 피하였다.)
거래는 그해 일찍이 미노이트가 오린지 요새 (오늘날 올버니)에서 피 흘리는 전투의 직후에 중요한 목적인 식민지의 흩어진 정착지들을 통합할 수 있도록 하였다. 이미 진행 중인 섬의 바닥에 앰스터댐 요새의 건설과 함께 그는 30개의 통나무 오두막집, 하나의 석재 상사와 예배를 위하여 쓰여진 그 2층과 함께 연자방아를 건설하는 노력들을 칭찬하였다. 미노이트는 또한 자신이 식민지의 궁긍적인 지배권을 유지했어도 법률을 집행하는 데 5명의 의원들로 이루어진 치리회를 설립하기도 하였다.

## 지주 제도의 설립
거친 매너의 큰 남자로서 묘사된 미노이트는 허드슨강과 델라웨어강 종족들과 교역에서 실력들을 증명하였다. 총독으로서 자신의 재직 동안 그는 40만 휠던 이상의 가치로 50,000개 이상의 값비싼 모피 가죽을 수출하였다. 하지만 농장 비용에서 모피 교역에 정착지의 전념은 그 발전을 제한시켰고, 1628년까지 맨해튼 섬에는 아직도 270명 만의 식민지 거주민들이 있었다.
결과로서 1629년 네덜란드 서인도 회사는 그 지주 제도를 설립하여 식민지에서 사는 데 50명의 근로자들을 데려원 아무 네덜란드인에게 넓은 재산을 부여하였다. 제도가 대지를 경작하는 목적을 위하여 개발되었어도 많은 지주들은 모피 가죽과 담배를 밀수하는 데 허점의 장점을 택하였고, 미노이트는 자신의 마음에 드는 것드릉 도운 것으로 비난을 받았다. 식민지 장관 요나스 미하엘리우스가 총재의 다양한 악행들에 관하여 회사로 편지를 썼을 때 미노이트는 1631년 네덜란드로 귀국하는 데 명령이 내려졌다.
잉글랜드에서 멈춘 미노이트는 잉글랜드의 영토에서 불법으로 교역한 것에 관한 고발 아래 구금되었다. 그가 공식적으로 뉴네덜란드 총독으로서 그의 칭호가 박탈되어 세바스티엔 얀센 크롤에 의하여 대체된 점에서 네덜란드 정부는 결국적으로 그에게 귀국하는 안전한 길을 마련하였다.

## 스웨덴 봉사, 사망과 유산

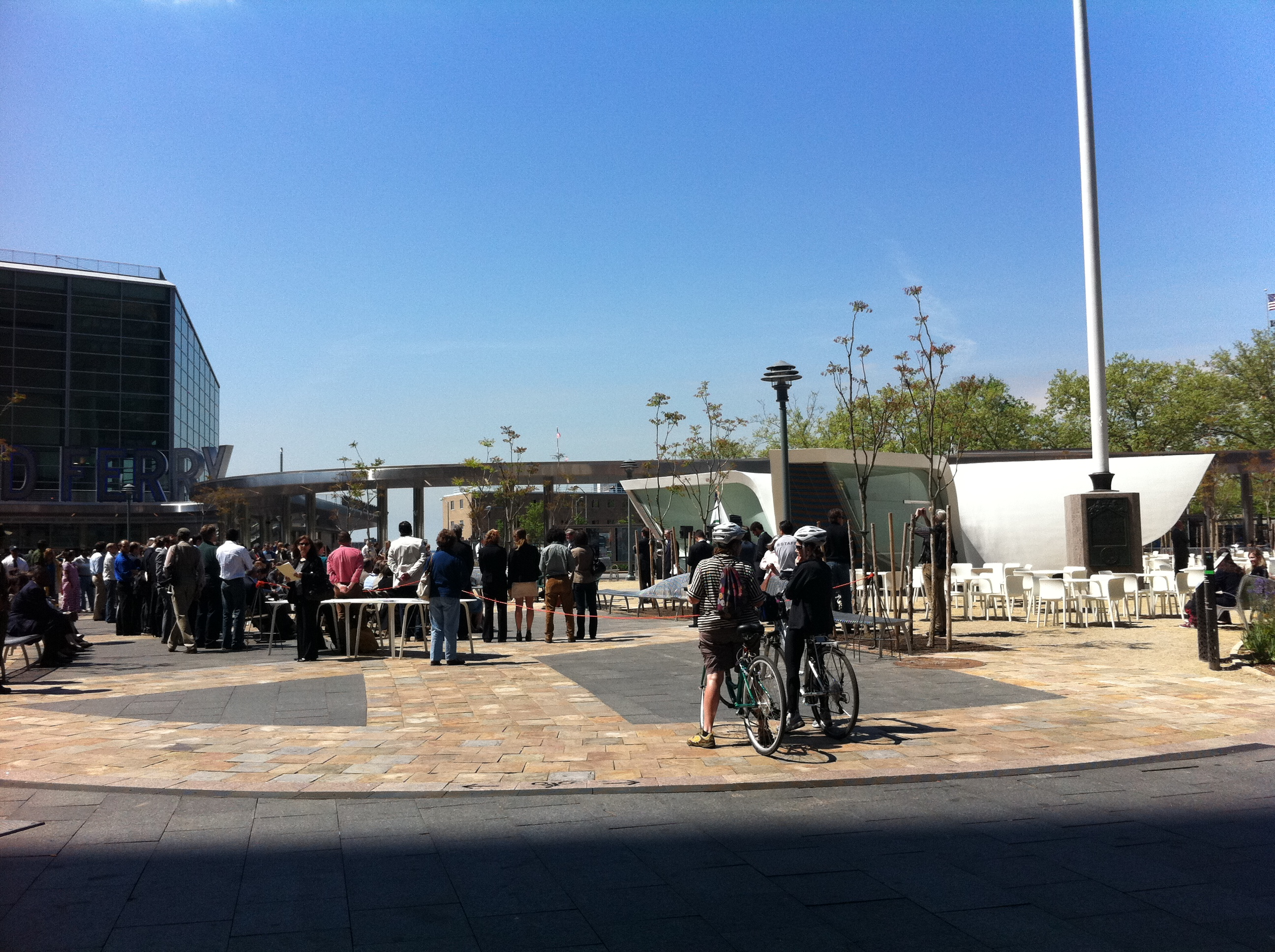
스태튼아일랜드 페리 터미널 외부에 있는 피터 미누이트 광장

미누이트는 유럽에서 자신의 비지니스 거래들을 다시 시작하였으나 대서양을 가로질러 놓인 기회들과 매혹된 것으로 남아있었다. 네덜란드 서인도 제도의 국장이자 지주 사뮈엘 블롬메르트와 팀을 이룬 그는 성공적으로 델라웨어 지방에서 식민지를 설립하는 데 스웨덴 정부를 납득시켰다.
배 2척의 명령이 주어진 미노이트는 1638년 델라웨어만에 도달하였고, 오늘날 윌밍턴 현장에서 크리스티나 요새의 건설을 시작하였다. 그해 후순 스웨덴으로 돌아가는 데 설정한 그는 담배를 획득하는 데 서인도 제도에서 세인트크리스토퍼섬을 우회하였으나 바다를 멸망시킨 허리케인과 함께 익사하였다.
자신의 맨해튼 섬의 매입으로 기억되는 미노이트의 공헌들은 섬을 통하여 기념되었다. 이스트할렘에서 어린이들이 전 식민지 총재의 이름을 딴 학교와 놀이터를 자주 가는 동안 잉글우드힐파크에 있는 석수 기념표는 그의 유명한 거래의 주장 지점을 표시한다. 추가로 피터 미노이트 광장이 초기 네덜란드의 정착지가 번성하는 대도시로 개발했단 것으로부터 지점인 맨해튼의 남부 끝에 있는 스태튼아일랜드 페리 터미널의 외부에 위치하였다.